# New Topographics

New Topographics : Photographs of a Man-Altered Landscape (« Nouvelles topographies : Photographies du paysage modifié par l’homme ») est une exposition photographique organisée en 1975 à la George Eastman House de Rochester (musée de la photographie) par William Jenkins, avec l'aide de Joe Deal. Elle a représenté un tournant dans l'évolution de la photographie documentaire et dans la représentation des paysages urbains contemporains. 
L'influence de cette exposition sera sensible jusqu'en Europe, où dix ans plus tard deux des photographes exposés (Lewis Baltz et Frank Gohlke) participent à la Mission photographique de la DATAR. Tous les membres des New Topographics seront par ailleurs impliqués dans l’enseignement supérieur de la photographie, à l'instar des Becher. Cette évolution professionnelle tendra à assurer une suprématie américaine sur le marché de l’art photographique jusqu’à la fin des années 1990. 

## Participants à l'exposition et approche critique
Pour les New Topographics, William Jenkins sélectionne huit jeunes photographes américains : Robert Adams, Lewis Baltz, Joe Deal, Frank Gohlke, Nicholas Nixon, John Schott, Stephen Shore, et Henry Wessel Jr.). Il invite aussi un couple de photographes allemands, Bernd et Hilla Becher, qui est alors sur le point d'entamer une carrière décisive d'enseignement à l’Académie d’art de Düsseldorf, où ils formeront nombre des plus importants photographes contemporains, comme Andreas Gursky, Candida Höfer, Thomas Ruff ou Thomas Struth. En 1959, les Becher avaient commencé à photographier des structures industrielles en déshérence (hauts-fourneaux, châteaux d’eau, etc.), et ces travaux, intitulés Sculptures anonymes, avaient déjà été exposés aux États-Unis. Ce titre n’est pas sans évoquer une autre source d'inspiration centrale pour le projet de William Jenkins, à savoir Edward Ruscha et la collection de livres d’artiste publiés dans les années 1960, comme Twenty-Six Gasoline Stations (1962), Various Small Fires (1964), Thirty-Four Parking Lots (1967). L’auteur s’efface devant la banalité du paysage urbain californien et la répétition des signes architecturaux de la modernité américaine, suburbaine et motorisée. Avec les articles de John Brinckerhoff Jackson publiés dans la revue Landscape, l'œuvre de Ruscha est une des sources d'inspiration indéniables non seulement de Jenkins, mais de la majorité des photographes de l’exposition.
Dans son introduction au catalogue d’exposition, Jenkins écrit à propos de Ruscha : « Ses livres de photographies présentaient tout à la fois une rigueur pure, un humour pince-sans-rire et une telle désinvolture pour le statut des images que Ruscha pouvait utiliser des photographies qu'il n'avait pas prises. Ces images étaient dépouillées de tout artifice artistique et réduites à l'état de simples documents topographiques, riches en informations visuelles mais dépourvues de tout esthétisme, de toute expression d’émotion ou d’opinion. »

Cette prétention à l'« absence de style » implique pourtant une nouvelle esthétique du paysage photographié, dont l'influence se fait encore sentir aujourd'hui. Il n'en demeure pas moins que la rupture avec le style paysager traditionnel, tel qu'on le rencontre sur la Côte Ouest avec l'esthétisme sublime des photographies de sierras, est entièrement consommée par les New topographics, ne serait-ce que par le changement total de sujet. C'est la disparition du cadre naturel et des civilisations amérindiennes qui est désormais mis en images. La photographie de paysages rejoint ainsi le mouvement sociologique et documentaire dont la FSA de Walker Evans puis Les Américains de Robert Frank ont été les initiateurs, parce qu'elle documente dorénavant les effets de la croissance rapide des villes américaines et de la montée de l’individualisme, dont le signe le plus évident est la toute-puissance de l’automobile.

## Éléments techniques
La rupture n'est cependant pas sensible en ce qui concerne la technique. La plupart des photographes (Adams, les Becher, Nixon et Shore) travaillent avec des chambres grand format qui procurent richesse et précision dans les détails. Elle était déjà l’outil de prédilection de la génération précédente d’artistes photographes, d’Alfred Stieglitz à Edward Steichen en passant par Edward Weston et Ansel Adams. Leurs tirages, obtenus par contact, sont au format 20 × 25 cm. 
Les autres photographes des New topographics obtenaient des tirages de qualité comparable tout en ayant recours à l'agrandisseur. Deal et Gohlke photographient en moyen format carré pour des tirages respectivement de 32 × 32 cm et 24 × 24 cm. Mais surtout Baltz, Schott et Wessel utilisent le format 35 mm. Baltz emploie cependant le Kodak Technical Pan, un film à très basse sensibilité, donnant une précision de détails comparable à celle obtenue avec des films de format supérieur et de sensibilité plus élevée. Baltz, Schott et Wessel utilisent aussi du papier de format 20 × 25 cm pour leurs tirages. On est loin alors des tirages géants de leurs émules, comme Gursky, Struth, Misrach ou Burtynsky. Les tirages des dix participants présentent tous une grande maîtrise du procédé photographique, qui outrepasse les exigences d'images à but strictement documentaire. Tous sauf Stephen Shore travaillent en noir et blanc, ce qui n’empêche pas ce dernier d’utiliser lui aussi le format 20 × 25.

## Trente-quatre ans après
L'exposition est recréée à la Maison George Eastman en 2009 (du 13 juin au 27 septembre) avec l'aide du Center for creative photography de Tucson. Elle part ensuite en tournée aux États-Unis et en Europe (à la SK Stiftung de Cologne). En 1975, la George Eastman House avait acquis la moitié des tirages exposés, soit une dizaine d'images par photographe, à l'exception de celles des Becher qui n'avaient consenti qu'au prêt. Pour la nouvelle exposition, les tirages des huit photographes américains sont donc sortis des archives du musée. Ceux de Stephen Shore présentent cependant un problème de décoloration. Refusant de les retirer à l'identique (20 × 25 cm), le photographe fournit donc seul de nouveaux tirages, plus grands et moins nombreux. Quant aux Becher, ils sont représentés par un nouveau prêt de tirages auprès de leur fondation.